# Bahama's op de Olympische Zomerspelen 1972
De Bahama's nam deel aan de Olympische Zomerspelen 1972 in München, West-Duitsland. Voor de derde achtereenvolgdende keer werd geen medaille gewonnen.

## Deelnemers

### Atletiek
| Olympiër                                                  | Discipline             | Resultaat | Prestatie                                        |
| --------------------------------------------------------- | ---------------------- | --------- | ------------------------------------------------ |
| Walter Callander                                          | 100m (m)               | 57e       | serie 4: 4e in 10,78                             |
| Kevin Edwin Johnson                                       | 100m (m)               | 42e       | serie 3: 6e in 10,61                             |
| Mike Sands                                                | 100m (m)               | 23e       | serie 2: 2e in 10,67 kwartfinale 1: 6e in 10,50  |
| Kevin Edwin Johnson                                       | 200m (m)               | 41e       | serie 7: 5e in 21,70                             |
| Mike Sands                                                | 200m (m)               | DNF       | serie 2: 5e in 21,61 kwartfinale 1: niet gestart |
| Franklin Rahming                                          | 400m (m)               | 50e       | serie 7: 5e in 48,30                             |
| Danny Smith                                               | 110m horden (m)        | 26e       | serie 3: 4e in 14,46                             |
| Walter Callander Harrison Lockhart Mike Sands Danny Smith | 4x100m (m)             | 17e       | serie 4: 5e in 40,48                             |
| Timothy Edward Barrett                                    | hink-stap-springen (m) | 27e       | kwalificatie: 27e met 15,51m                     |
|                                                           |                        |           |                                                  |
| Claudette Karen Powell                                    | 100m (v)               | 36e       | serie 6: 7e in 12,01                             |

### Boksen
| Olympiër          | Discipline | Resultaat | Prestatie                                                                               |
| ----------------- | ---------- | --------- | --------------------------------------------------------------------------------------- |
| Garry Davis       | -67kg (m)  | 9e        | 1e ronde: vrij 2e ronde: V van GBR Hope: 0-5                                            |
| Nathaniel Knowles | -75kg (m)  | 57e       | 1e ronde: W van VEN Quinales: technische knock-out 2e ronde: V van TUR Kuran: knock-out |

### Wielersport
| Olympiër          | Discipline  | Resultaat | Prestatie                                              |
| ----------------- | ----------- | --------- | ------------------------------------------------------ |
| Geoffery Burnside | sprint (m)  | 9e        | 1e ronde: 3e 1e ronde herkansingen: V van DEN Pedersen |
| Laurence Burnside | tijdrit (m) | 30e       | 1.20,31                                                |

### Zeilen
| Olympiër                                                               | Discipline | Resultaat | Prestatie                         |
| ---------------------------------------------------------------------- | ---------- | --------- | --------------------------------- |
| Durward Randolph Knowles Montague Roscoe Higgs                         | star       | 13e       | 97 punten: (12-2-10-12-DNF-16-14) |
| Robert Hallam Symonette Roland Craig Symonette Percival Andrew Knowles | soling     | 25e       | 137 punten: (23-22-24-15-23-DNS)  |
| Godfrey Kelly Christopher McKinney David Albert Kelly                  | dragon     | 19e       | 96 punten: (23-17-18-12-15-5)     |

Afghanistan · Albanië · Algerije · Amerikaanse Maagdeneilanden · Argentinië · Australië · Bahama's · Barbados · België · Bermuda · Birma · Bolivia · Bondsrepubliek Duitsland · Brazilië · Brits-Honduras · Bulgarije · Canada · Ceylon · Chili · Colombia · Congo-Brazzaville · Costa Rica · Cuba · Dahomey · Denemarken · Dominicaanse Republiek · Duitse Democratische Republiek · Ecuador · Egypte · El Salvador · Ethiopië · Fiji · Filipijnen · Finland · Frankrijk · Gabon · Ghana · Griekenland · Groot-Brittannië · Guatemala · Guyana · Haïti · Hongarije · Hongkong · Ierland · IJsland · India · Indonesië · Iran · Israël · Italië · Ivoorkust · Jamaica · Japan · Joegoslavië · Kameroen · Kenia · Khmerrepubliek · Koeweit · Lesotho · Libanon · Liberia · Liechtenstein · Luxemburg · Madagaskar · Malawi · Maleisië · Mali · Malta · Marokko · Mexico · Monaco · Mongolië · Nederland · Nederlandse Antillen · Nepal · Nicaragua · Nieuw-Zeeland · Niger · Nigeria · Noord-Korea · Noorwegen · Oeganda · Oostenrijk · Opper-Volta · Pakistan · Panama · Paraguay · Peru · Polen · Portugal · Puerto Rico · Roemenië · San Marino · Saoedi-Arabië · Senegal · Singapore · Soedan · Somalië · Sovjet-Unie · Spanje · Suriname · Swaziland · Syrië · Taiwan · Tanzania · Thailand · Togo · Trinidad en Tobago · Tsjaad · Tsjecho-Slowakije · Tunesië · Turkije · Uruguay · Venezuela · Verenigde Staten · Vietnam · Zambia · Zuid-Korea · Zweden · Zwitserland